# Église Sainte-Anne de Toronto
Pour les articles homonymes, voir Église Sainte-Anne.
L'église Sainte-Anne (anglais : St. Anne's Church) est une église anglicane située à Toronto au Canada.
La paroisse a été établie en 1863, et l'église actuelle a été construite en 1907 dans le style néo-byzantin. 
Elle renferme une série de tableaux exécutés en 1923 par dix grands artistes, dont trois membres du Groupe des Sept. Les décorations murales intérieures ont été réalisées par J. E. H. MacDonald.
L'église a été désignée au patrimoine municipal de Toronto le 12 mai 1981. Le 19 août 1981, la fiducie du patrimoine ontarien applique une servitude de protection sur l'édifice. Elle a été désignée en tant que lieu historique national du Canada en 1996.